# Signe infini
Pour le symbole, voir Infini (symbole).
Signe infini est une sculpture monumentale en métal réalisée par Marta Pan, installée en 1993 à l'intersection de l'A46 et de l'A6, sur le territoire d'Ambérieux en France. Elle est considérée comme l'œuvre la plus visible et la plus connue de Marta Pan en France.

## Présentation
Marta Pan réalise cette sculpture à la suite d'un concours organisé en 1992 qu'elle remporte. La sculpture qui représente une sorte de symbole de l'infini vertical est de dimensions 25 mètres sur 7 mètres sur 3,70 mètres. Pour donner de l'inertie à la structure, elle a été partiellement remplie de béton.